# Зоря Ясінчук-Ґріффо
Зоря Ясінчук-Ґріффо (англ. Zora J. Griffo, 1928) — американська фізіолог українського походження.

## Біографія
Зоря Ясінчук-Ґріффо народилась в Празі. Один рік вивчала медицину в медичній школі УНРРА в Мюнхені, Німеччина. Згодом викладала у Педагогічному коледжі та Комерційно-економічному ліцеї у Міттенвальді, Німеччина. У 1949 році виїхала в США. Вивчала біологію в Університеті св. Бонавентури (B.S., 1952) і фізіологію в Університеті Баффало (M.D., 1959). Асистентка в Медичній школі в Баффало (1953), згодом науковий співробітник в лабораторії торакальної фізіології кафедри хірургії Медичної школи Університету Вашингтона  в Сент-Луїсі (1958—1961). Директор програм у Національному інституті стоматологічних досліджень. З 1973 р. — науковий співробітник Національного інституту охорони здоров'я США у Вашингтоні. Автор науково-дослідних праць з фізіології та питань суспільної медицини англійською мовою та науково-популярних статей українською мовою, зокрема в часописі «Наше життя».
Дійсний член НТШ, Союзу українок Америки (з 1966 р.), Українського лікарського товариства Північної Америки, Нью-Йоркської академії наук та інших наукових товариств.

## Вибрані праці
- Thomas F. Hornbein, Albert Roos, Zora J. Griffo. Transient effect of sudden mild hypoxia on respiration // Journal of Applied Physiology. — 1961. — Vol. 16, iss. 1. — P. 11-14. — DOI:10.1152/jappl.1961.16.1.11. — PMID 13715885 .
- Thomas F. Hornbein, Zora J. Griffo, Albert Roos. Quantitation of chemoreceptor activity: interrelation of hypoxia and hypercapnia // Journal of Neurophysiology. — 1961. — Vol. 24, iss. 6. — P. 561-568. — DOI:10.1152/jn.1961.24.6.561. — PMID 14448948 .
- Lewis J. Thomas, Zora J. Griffo, Albert Roos. Effect of negative-pressure inflation of the lung on pulmonary vascular resistance // Journal of Applied Physiology. — 1961. — Vol. 16, iss. 3. — P. 451-456. — DOI:10.1152/jappl.1961.16.3.451. — PMID 13776513 .
- Thomas F. Hornbein, Albert Roos, Zora J. Griffo. Relation between alveolar surface tension and pulmonary vascular resistance // Journal of Applied Physiology. — 1961. — Vol. 16, iss. 3. — P. 457-462. — DOI:10.1152/jappl.1961.16.3.457. — PMID 13776514 .
- Zora J. Griffo, Albert Roos. Effect of O2 breathing on pulmonary compliance // Journal of Applied Physiology. — 1962. — Vol. 17, iss. 2. — P. 233-238. — DOI:10.1152/jappl.1962.17.2.233. — PMID 13901882 .